# Dziura w Rufie
Dziura w Rufie – schron jaskiniowy we wsi Kobylany, w gminie Zabierzów w powiecie krakowskim. Znajduje się w turni Okręt w lewym zboczu Doliny Kobylańskiej. Pod względem geograficznym jest to obszar Wyżyny Olkuskiej wchodzący w skład Wyżyny Krakowsko-Częstochowskiej.

## Opis jaskini
Schronisko ma jeden otwór w ścianie Muru pod Okrętem. Ma on wschodnią ekspozycję i znajduje się około 50 m powyżej dna doliny. Schronisko składa się z wysokiej, wznoszącej się szczeliny. Zostało wytworzone w wapieniach górnej jury. Jest wilgotne i w pełni oświetlone. Brak namuliska, na ścianach grzybkowe nacieki. W schronisku rosną glony, mchy, porosty i paproć zanokcica skalna. Ze zwierząt występują bezkręgowce; wije, ślimaki i pająki.

## Historia poznania
W piśmiennictwie po raz pierwszy Dziurę w Rufie wzmiankowali K. Baran i T. Opozda w 1983 r. W maju 2003 r. schronisko pomierzyli J. Nowak i J. Ślusarczyk, plan opracował J. Nowak.

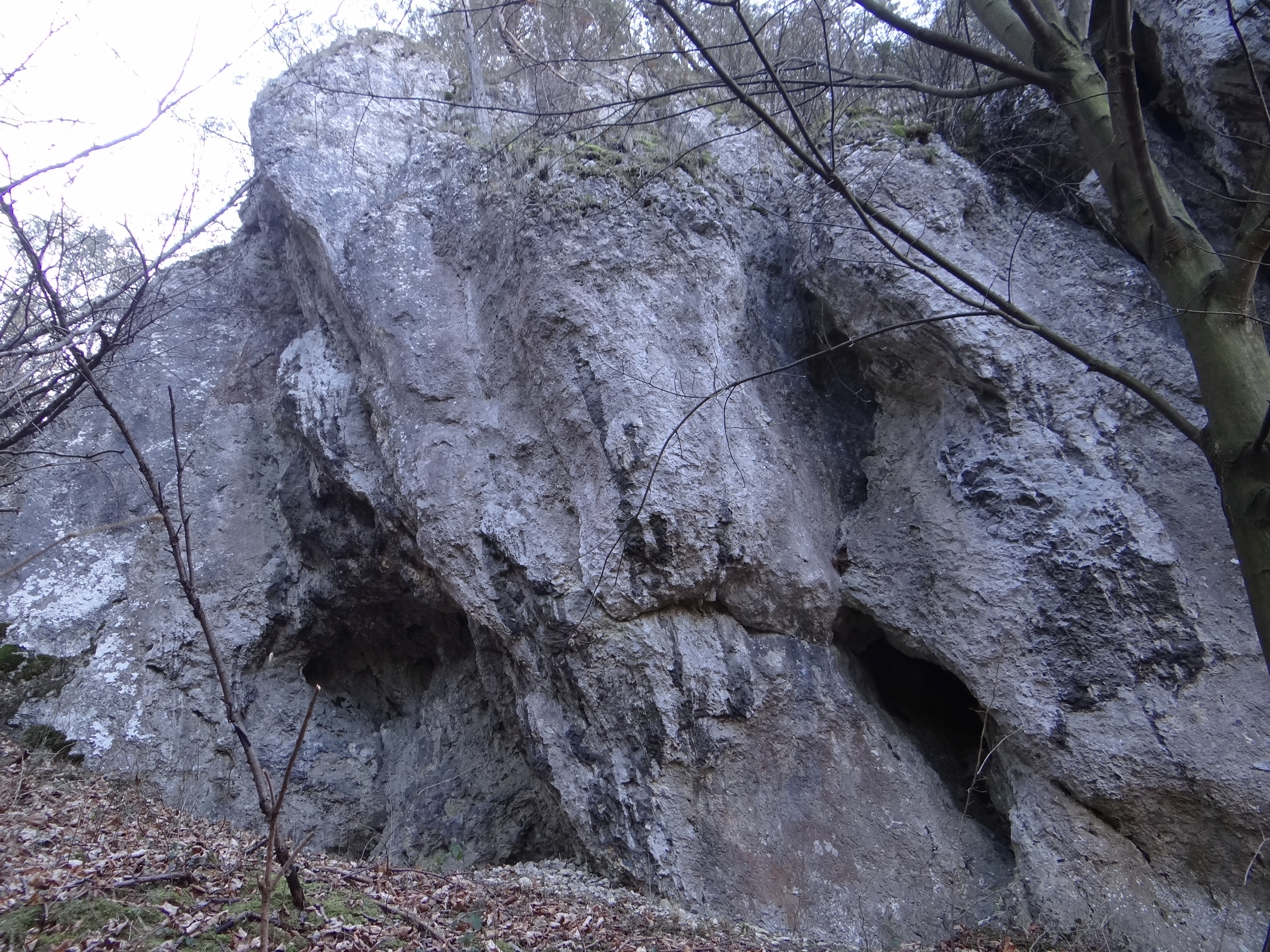
Widoczny otwór schroniska